# Lionel Kazan
Pour les articles homonymes, voir Kazan (homonymie).
Ne doit pas être confondu avec Lionel Cassan.
Lionel Kazan est un photographe de mode monégasque d'origine russe né le 9 mai 1930 à Monaco et mort le 16 février 2016 dans la même ville. Son travail est remarquable pour ses images publiées dans les années 1950 et 1960 dans différents magazines de mode français et américains tels Elle, Nouveau Femina, Vogue, Glamour et Harper's Bazaar.
Perfectionniste, il développe lui-même ses films argentiques ; les tirages sont alors sans retouches. Il affectionne les appareils Rolleiflex et marques Nikon et Hasselblad. Exigeant dans ses effets de texture, sa maîtrise de la lumière et la composition parfaite de son image, il ira jusqu'à inventer sa propre chambre technique grand format.

## Biographie
Lionel Kazan, né Lev Danielevitch Kazantzeff le 9 mai 1930 à Monaco, est le fils unique d’un immigré russe et d’une mère polonaise. 
Il a 12 ans quand il rencontre sur la côte d’Azur le réalisateur et photographe Marc Allégret qui a quitté la zone occupée avec son épouse, l'actrice Nadine Vogel. Ce dernier lui offre son premier appareil photo. Ce sera le début d’une passion déterminant une vocation pour les arts de l'image.

### Formation - début (1945-1952)
Lionel Kazan se forme à Paris à l'École Technique de Photographie et Cinématographie dite « Vaugirard » — actuelle École nationale supérieure Louis-Lumière. Il y suit les deux premières années en 1945 et 1946.
Au sortir de l'école, il débute chez Condé Nast France comme laborantin dans le laboratoire de Vogue à Paris. Il y assiste les photographes attitrés Horst P. Horst, Don Honeyman, P. de Harambure, Émile Savitry, Serge Balkin… Il a 16 ans et on l'appelle encore Léon (traduction de Lev)… « Cecil Beaton exigeait Léon pour ses tirages » déclare le photographe Jacques Bachmann.
Lionel Kazan, à 22 ans, devient le temps d'une collection l'assistant du photographe anglais Cecil Beaton.

### Période parisienne (1952-1956)
Fin 1952, il entame une collaboration avec le magazine féminin Elle, fondé au sortir de la guerre en novembre 1945, par la journaliste Hélène Lazareff, avec qui il lie une grande amitié. 
Kazan intègre ainsi le Studio Astorg fondé et dirigé par le photographe Jean Chevalier afin de façonner l'image d'une revue « qui impose une esthétique lisible et colorée » On l’aperçoit dans un film d'actualité de la Gaumont présentant la mode de l'été 1953. Chevalier s'entoure aussi de Georges Dambier, Jeanloup Sieff, Jean-François Clair ou André Bouillaud. Chevalier signe les tout premiers clichés de Lionel Kazan puis à partir de 1953 apparaît le crédit de « Lionel Kazan - Studio Jean Chevalier » ou « Kazan - Chevalier ». 
Il a 23 ans quand le magazine Elle publie sa première couverture le 20 avril 1953 avec pour décor le désert algérien et pour mannequin Sophie Litvak habillée en Jean Dessès. En 2 ans, d'avril 1953 à fin 1955, Lionel Kazan signe pas moins de 81 couvertures. Finalement, il en signera presque une centaine sur lesquelles figurent les personnalités chères au quelque million et demi de lectrices Michèle Morgan, Jeanne Moreau, Claudia Cardinale ou Sylvie Vartan. Claude Brouet, alors journaliste, se rappelle leur première collaboration : « une couverture avec Ivy Nicholson ». Elle reconnait aussi la grande complicité entre « Lionel Kazan et Hélène Lazareff [qui] se parlaient en russe. »
Parallèlement Lionel Kazan travaille pour le mensuel Nouveau Femina  dont la directrice-rédactrice en chef n'est autre que Hélène Gordon-Lazareff. Le premier numéro de mars 1954 consacre un article au « Retour de Mademoiselle Chanel ». Jean Cocteau écrit un célèbre plaidoyer face à l'accueil défavorable que réserve la presse française à sa collection faite de tailleurs de tweed. Lionel Kazan capture Gabrielle Chanel dans les dernières mises au point de la collection et ses deux jeunes mannequins Vera Valdez et Marie-Hélène Arnaud (que la presse surnommera la « Chanel Girl » et qui portera la création n°5 à chaque défilé). 

### Période new-yorkaise (1956-1964)
Fin 1956, Alex Liberman, directeur artistique du magazine américain Vogue, le sollicite pour travailler au sein du groupe américain d'édition de presse Condé Nast. Sous contrat exclusif, il travaille aussi pour les magazines du groupe dont Glamour et Vanity Fair. Chose rare : on lui accorde un studio à New York au 480 Lexington Avenue.
Début des années 1960, il rompt son contrat pour collaborer avec le rival de Vogue, le Harper’s Bazaar (Hearst Corporation) et renouer avec le magazine français Elle (Peter Knapp y est alors directeur artistique depuis 1959) puis d'autres mensuels dont Marie Claire ou Marie France. Il réalise rubriques de mode et portraits de stars du grand écran et de la chanson tels Anna Karina, Marie Laforêt, Mireille Darc...

### Seconde période parisienne (1964-1974)
Dès son retour en France en 1964, le magazine Elle le dépêche en Union soviétique. En couverture du 1er octobre 1964 : manteau lamé et icône dorée du musée des Beaux-Arts de Tbilissi (Géorgie) évoquent l'ancien Empire russe, une inspiration qui lui est si familière. 
En août 1966, il fixe pour le mensuel Marie Claire « La folle nuit de Saint-Laurent chez Régine » au New Jimmy's. « Une superbe trace de cette frénésie qui s'empara des pistes de danse à l'époque du triomphe des Beatles et de Goldfinger » déclare le peintre Marc Desgrandchamps. Le mannequin (et épouse) Pia Rossilli-Kazan, qui danse aux côtés de Régine, Jacques Chazot, Jean-Louis Foulquier, Edmonde Charles-Roux, porte robes courtes dorés et argentés et surtout le pantalon-tailleur, pièce maîtresse de la toute nouvelle ligne de prêt-à-porter Saint Laurent rive gauche que le couturier Yves Saint Laurent vient de lancer.
Au milieu des années 1970, Lionel Kazan arrête la photographie de mode pour se consacrer pleinement à la peinture. 
Figure discrète, Kazan tombe dans un relatif oubli jusqu'à ce que sa fille, Alexandra Kazan, découvrant ses archives, ne publie en 2016 un livre à sa mémoire dévoilant nombre de clichés inédits : Lionel Kazan Photographe Racontée par Alexandra Kazan. 
Lionel Kazan décède le 16 février 2016 à Monaco à l'âge de 85 ans.

## Photographies notables

### Couturiers
Lionel Kazan participe à « la civilisation de l'image ». Ses photographies valorisaient les robes des grands couturiers français et leur style des années 1950 et 1960, de l'âge d'or de la haute couture à l'essor du prêt-à-porter, de la femme stylisée à la femme libérée, du New Look de Christian Dior au smoking de Saint Laurent en passant par la robe cinétique de Cardin. Lionel Kazan a aussi saisi les couturiers eux-mêmes : Pierre Cardin, Paco Rabanne, Emmanuelle Khanh ou encore Yves Saint Laurent.

### Portraits
Olivier Saillard, alors directeur du Palais Galliera, écrit en avant-propos de la monographie de Lionel Kazan : « Les plus beaux portraits sur commande pour les rédactions ne sont pas uniquement ceux des actrices et des comédiennes qu'il convoite. Ceux qu'il réalise de Pia Rossilli, qui deviendra son épouse en 1959, figurent parmi les plus beaux témoignages de son œuvre. En sortie de bain tournesol, en robe du soir vert sapin ou encore dans les noirs et blancs du papier argentique intemporel, ses photographies témoignent d'un sens maitrisé de la composition et s'attache à restituer les nuances gracieuses du visage aimé. Lionel Kazan se voulait photographe comme d'autres se consacrent artiste. »  
Lionel Kazan photographie nombre de personnalités du monde des arts, de la chanson, de la mode et du cinéma, de l'écrivain Romain Gary au peintre Pierre Dmitrienko, la chanteuse Sylvie Vartan, la journaliste du Harper's Bazaar Carmel Snow, les actrices Monica Vitti, Françoise Dorléac, Catherine Deneuve ou Jane Fonda, le couple Yves Montand – Simone Signoret, le réalisateur Mike Nichols. Il est l'un des tout premiers à photographier la jeune Brigitte Bardot, alors mannequin pour Elle. 
Durant l'été 1957, le Vogue américain le dépêche sur le tournage de Bonjour Tristesse. Le film d'Otto Priminger adapté du best-seller de Françoise Sagan est tourné au Lavandou dans la villa du couple des patrons de presse Pierre et Hélène Lazareff : il s'émeut de la toute jeune actrice Jean Seberg alors inconnue. Deborah Kerr et David Niven jouissant d'une grande notoriété retiennent alors toute l'attention du magazine américain laissant de côté des clichés inédits,. Sur ce même tournage, le photographe américain Bob Willoughby (en), « inventeur du cinéma photojournalisme », officie comme photographe de plateau : il capture Lionel Kazan au travail.

### Mannequins
Parmi les nombreuses mannequins posant pour les pages mode des magazines devant l'objectif de Lionel Kazan figurent notamment Sophie Litvak (qui pose pour sa première couverture de Elle), Bettina Graziani, Enid Boulting, Suzy Parker, Barbara Mullen, Dorian Leigh, Gigi, et plus tard Dolorès Hawkins, Ivy Nicholson, Gudrún Bjarnadóttir, Pia Rossilli  (qui deviendra son épouse).
Pour l'émission de télévision française Dim Dam Dom titrée « Trois Pygmalions de la mode » diffusée le 8 février 1966, Kazan photographie Pia.

## Vie privée
Il épouse la mannequin Pia Rossilli en 1959 ; ils divorcent en 1987. Le couple donne naissance à deux enfants : Alexandra Kazan, présentatrice de télévision et comédienne, et Daniel Kazan.

## Expositions

### Expositions thématiques
- « Chronorama. Trésors photographiques du XXe siècle. »,  du 12 février 2023 au 07 janvier 2024. Palais Grassi, Venice.
- « Tous à la plage ! Villes balnéaires du XVIIIe siècle à nos jours », du 19 octobre 2016 au 13 février 2017, Cité de l'architecture et du patrimoine, Paris[27].
- « Happy Birthd’ELLE », du 18 septembre au 6 octobre 2015, anniversaire des 70 ans du magazine, rétrospective en plein air sur l'avenue des Champs-Élysées, Paris[28].
- « Les années 50. La mode en France, 1947-1957 », du 12 juillet au 2 novembre 2014, Palais Galliera - Musée de la mode de la ville de Paris, Paris[29].
- « Vogue Covers 1920-2009 », du 1er octobre au 1er novembre 2009, rétrospective en plein air sur l'avenue des Champs-Élysées, Paris.

### Expositions monographiques
- « Lionel Kazan. Un air du temps », du 04 février au 21 mai 2023, Musée de la photographie Charles Nègre, Nice[30]. Commissariat d’exposition Sylvie Marot.
- « Rétrospective Lionel Kazan 1930-2016 », du 24 janvier au 25 février 2017, Maison Martin Grant, Paris.

- « Rétrospective Lionel Kazan 1930-2016 », du 28 septembre au 30 octobre 2017, Galerie Artcube, Paris[31].